# Полонский фарфоровый завод
Полонский фарфоровый завод (укр. Полонський фарфоровий завод) — промышленное предприятие в городе Полонное Хмельницкой области, прекратившее производственную деятельность.

## История
В 1880е годы, после обнаружения месторождений каолина, в местечке Полонное Новоград-Волынского уезда Волынской губернии открылись предприятия по изготовлению фарфоровых и фаянсовых изделий. Одним из них стал фаянсовый завод Зусмана, построенный возле железнодорожной станции, вторым - небольшое кустарное предприятие по производству фарфоровых изделий в пригородном селе Горошки (позже, при расширении города село стало частью Полонного).
После начала Первой мировой войны положение завода осложнилось.
Во время гражданской войны предприятие пострадало, но после окончания боевых действий вместе с другими предприятиями стекольной и фарфоро-фаянсовой промышленности было передано в ведение Главного комитета стекольно-фарфоровой промышленности ВСНХ, восстановлено и в 1923 году возобновило работу под наименованием Полонский фарфоровый завод имени Профинтерна.
В 1933 году завод (ранее выпускавший также санитарный фаянс) полностью перешёл на производство фарфора.
В ходе боевых действий Великой Отечественной войны и немецкой оккупации завод пострадал, но после окончания войны в соответствии с четвёртым пятилетним планом восстановления и развития народного хозяйства СССР был восстановлен и вновь введён в эксплуатацию.
В 8-ю пятилетку (1966 - 1970) завод был реконструирован, после завершения реконструкции производственные мощности предприятия увеличились на 4 млн. фарфоровых изделий в год.
В 1972 году на территории завода был открыт музей истории фарфорового завода.
14 января 1975 года завод стал центром производственного объединения «Фарфор» министерства лёгкой промышленности УССР, в состав которого вошли Полонский фарфоровый завод и Полонский завод художественной керамики (созданный в октябре 1956 года на основе артели «Керамик») и в советское время являлся крупнейшим предприятием города, на балансе завода находились объекты социальной инфраструктуры (Дом культуры и столовая).
После провозглашения независимости Украины завод стал одним из крупнейших предприятий фарфоро-фаянсовой промышленности Украины.
В мае 1995 года Кабинет министров Украины утвердил решение о приватизации завода в течение 1995 года, в дальнейшем государственное предприятие было преобразовано в открытое акционерное общество.
В 2000 году завод стал крупнейшим производителем фарфоровой посуды на Украине.
После прекращения деятельности Полонского завода художественной керамики в 2006 году в музей истории фарфорового завода передали экспонаты комнаты образцов ПЗХК и музей стал музеем истории двух предприятий.
Вступление Украины в ВТО в мае 2008 года (с последовавшим увеличением импорта в страну готовых фарфоровых изделий) и начавшийся в 2008 году экономический кризис осложнили деятельность завода. В связи ростом задолженности перед налоговой инспекцией и Пенсионным фондом Украины в начале июня 2008 года было принято решение о остановке предприятия и 28 июня 2008 года производство было остановлено.
В 2010 году хозяйственный суд официально признал предприятие банкротом и в 2011 году здания, сооружения, производственное оборудование, земельный участок и иное имущество завода были проданы на аукционе.

## Дальнейшие события
К началу 2017 года предприятие было разрушено и не функционировало. В апреле 2017 года на рассмотрение Полонского городского совета был вынесен вопрос о возможности создания на заводской территории производственной линии по выпуску керамогранита.

## Дополнительная информация
- бригадир литейщиков Полонского фарфорового завода Г. Ф. Сикорская в 1976 году стала Героем Социалистического Труда.
- Рабочему завода М. П. Гливинскому в 1974 году присвоено почётное звание «Заслуженный рационализатор Украинской ССР».